# Погорелое (Борисовский район)
Погорелое (бел. Пагарэлае) — деревня в Борисовском районе Минской области Беларуси. Входит в состав Моисеевщинского сельсовета.

## География
Деревня находится в северо-восточной части Минской области, при автодороге Н-8086, на расстоянии приблизительно 32 километров (по прямой) к северо-востоку от города Борисов, административного центра района. Абсолютная высота — 191 метр над уровнем моря. Площадь населённого пункта — 0,2196 км².

## История
Известна с начала XVIII века. В 1897 году входила в состав Борисовского уезда Минской губернии, насчитывалось 42 двора и 272 жителя.
По состоянию на 1909 год, в Погорелом имелся 51 двор и проживало 322 человека. В административном отношении деревня входила в состав Краснолукской волости.
С 20 августа 1924 года в составе Трояновского сельсовета Борисовского района. С 26 августа 1959 года до 17 августа 1963 года деревня входила в состав Моисеевщинского сельсовета, до 28 мая 2013 года — в состав Трояновского сельсовета.

## Население
По данным переписи 2019 года, в деревне проживало 16 человек.
| Год  | Население, человек |
| ---- | ------------------ |
| 1800 | 163                |
| 1897 | ↗ 272              |
| 1909 | ↗ 322              |
| 1917 | ↗ 352              |
| 1926 | → 352              |
| 1960 | ↘ 194              |
| 1988 | ↘ 39               |
| 2008 | ↘ 37               |
| 2009 | ↘ 20               |
| 2019 | ↘ 16               |